# 和歌山県薬剤師会
一般社団法人和歌山県薬剤師会（わかやまけんやくざいしかい、英称: Wakayama Pharmaceutical Association）は、和歌山県の薬剤師を会員とする法人。

## 本部所在地
- 〒640-8249 和歌山県和歌山市雑賀屋町19

## 郡市薬剤師会
- 和歌山支部
- 海南支部
- 那賀支部
- 伊都支部
- 有田支部
- 日高支部
- 田辺支部
- 新宮支部